# Bandera del Timor Oriental

Bandera del Fretilin.

La bandera de Timor Oriental va ser adoptada el 2002. Es tracta de la mateixa bandera del seu primer - i curt - període d'independència de 1975, però amb diferents proporcions. Alhora que el Fretilin també es va inspirar en aquesta bandera per fer la seva. Mentre que la bandera de 1975 tenia unes proporcions de 2:3, les proporcions de la bandera actual són d'1:2.
La bandera fou hissada oficialment per primera vegada el dia 20 de maig de 2002, el dia que el país recuperà la independència.
Segons la Constitució, el triangle groc representa "les restes de colonialisme"; el triangle negre representa "l'obscurantisme que cal superar"; el fons vermell de la bandera representa "la lluita per a l'alliberament nacional"; finalment l'estel ("la llum que guia") és blanc i simbolitza la pau.